# Michaeloplia lokobensis
Michaeloplia lokobensis är en skalbaggsart som beskrevs av Marc Lacroix 1997. Michaeloplia lokobensis ingår i släktet Michaeloplia och familjen Melolonthidae. Inga underarter finns listade i Catalogue of Life.